# Alūksne
Alūksne (németül: Marienburg; észtül: Alulinn) város Lettországban. Gyakran nevezik Észak-Vidzeme gyöngyszemének.
Alūksne és környéke, miután a városban soha nem volt jelentősebb ipari létesítmény, megőrizte eredeti érintetlen környezetét, tiszta vizű tavakkal, patakokkal, érintetlen erdőségekkel.
A városka büszke történelmi hagyományaira. Elsősorban Ernst Glück lelkészre, aki elsőként fordította lett nyelvre a bibliát és 1683-ban Alūksnéban nyitotta meg Lettország első lett nyelvű iskoláját.

## Fekvése
A város Rigától 202 km-re északkeletre, pár kilométerre a lett, észt és orosz határ találkozásától, az Alūksne-tó partján terül el. Alūksne Lettország legmagasabban található városa, 206 méterrel fekszik a tenger szintje felett.

## Történelem
A települést először 1284-ben említik a pszkovi krónikákban. A település neve a lett „olūksna” szóból ered, amely erdei forrást jelent.

## Látnivalók
- Lutheránus templom
- Ernst Glück Bibliamúzeum

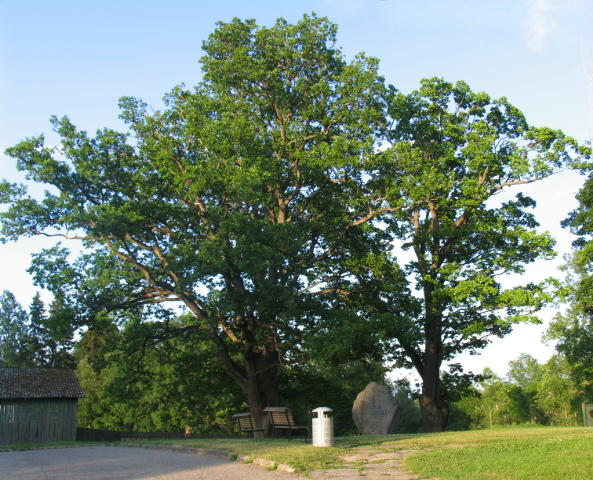
Ernst Glück tölgyfái

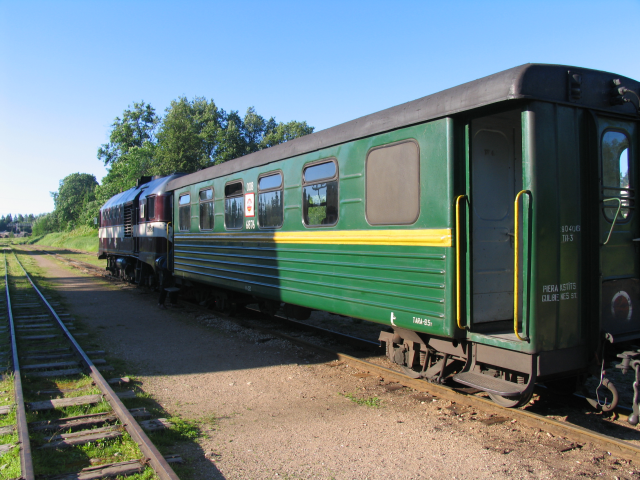
Gulbene–Alūksne Múzeumvasút

- Ernst Glück tölgyfái (az elsőt 1685-ben az Ószövetség, a másodikat 1689-ben az Újszövetség fordításának befejezésekor ültette)
- Az Alūksne-tó szigetei
- Lettország egyetlen keskenynyomtávú múzeumvasútja, az 1903-ban megnyitott Gulbene–Alūksne-vasútvonal.

## Alūksne testvérvárosai
- Binnenmaas, Hollandia
- Kuopio, Finnország
- Sundbyberg község, Svédország
- Võru, Észtország